# Jüdischer Friedhof (Binswangen)

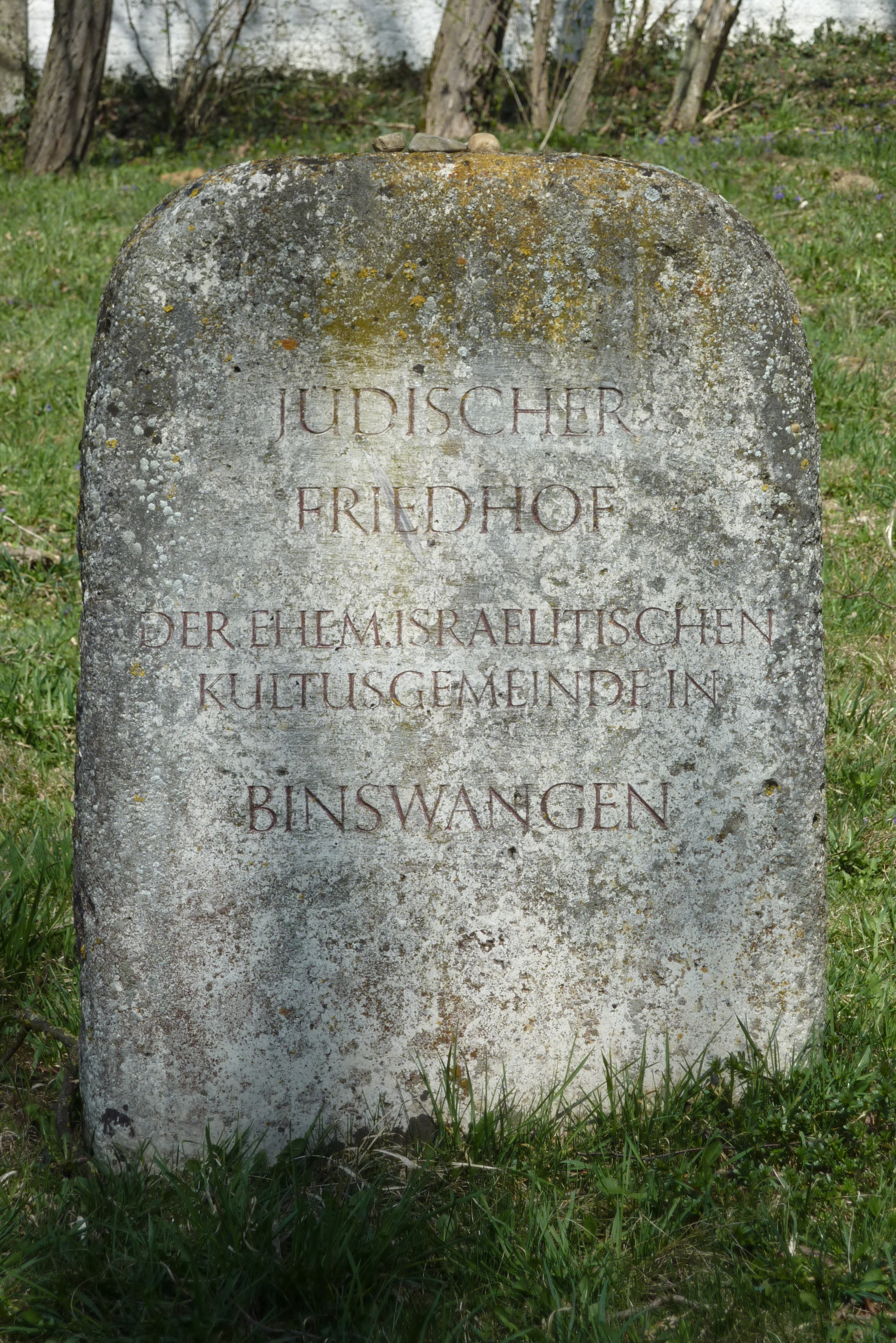
Jüdischer Friedhof in Binswangen, Hinweisstein

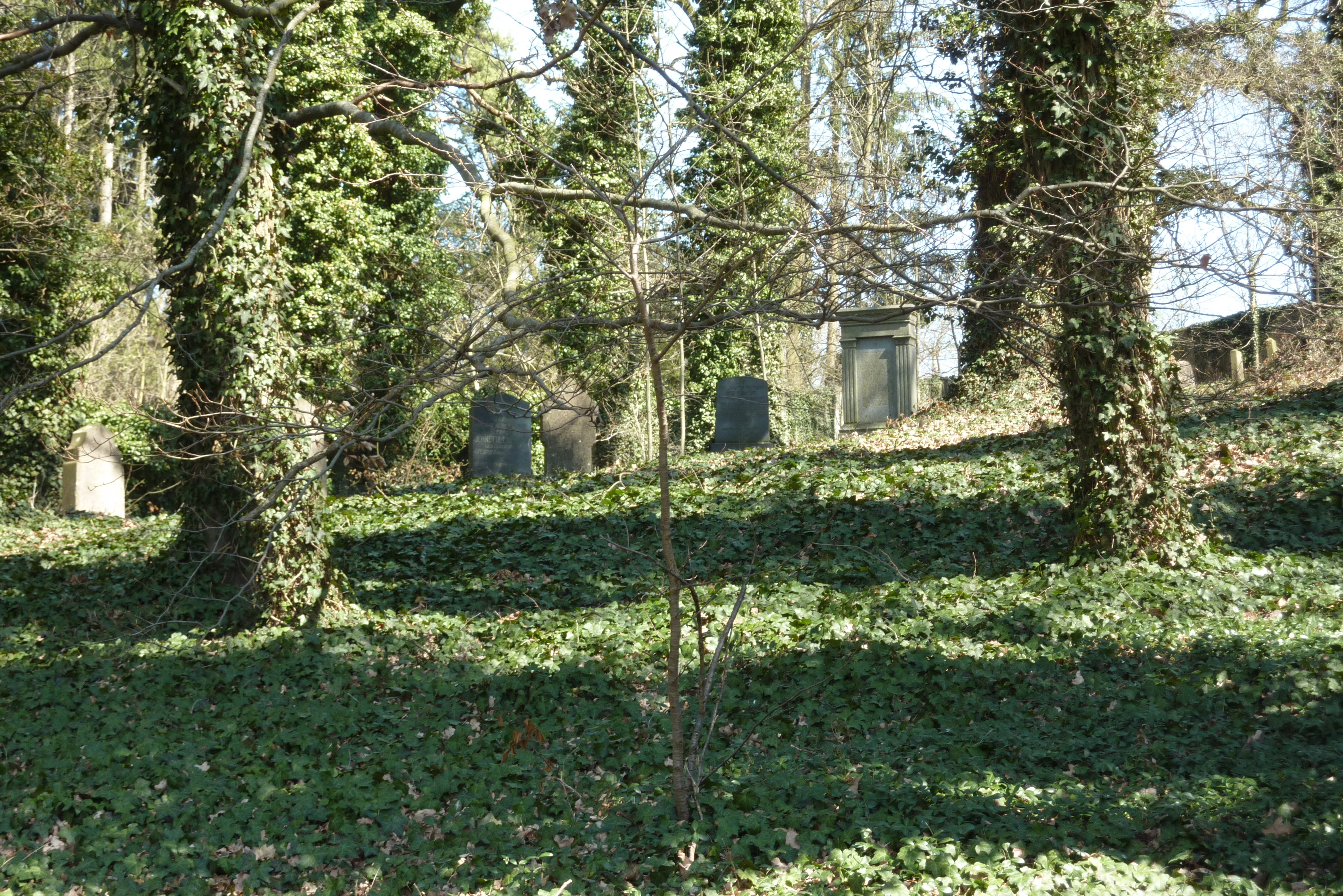
Jüdischer Friedhof in Binswangen, Gesamtansicht

Der jüdische Friedhof von Binswangen, einer Gemeinde im schwäbischen Landkreis Dillingen an der Donau in Bayern, befindet sich an der Staatsstraße 2033 zwischen Binswangen und Wertingen auf einer kleinen Anhöhe, schon im Stadtgebiet von Wertingen.

## Geschichte
Die jüdische Gemeinde Binswangen errichtete 1663 ihren eigenen Friedhof. Zuvor bestattete sie ihre Toten auf dem heute nicht mehr bestehenden jüdischen Friedhof in Burgau. Für jede Beisetzung musste ein Todfallgeld an die Herren von Pappenheim gezahlt werden, auf deren Grund der Friedhof lag. Alljährlich hatten die Juden für die Nutzung des Friedhofs einen weiteren Gulden zu entrichten. Der Friedhof wurde 1694, 1730 und 1761 erweitert. 1761 wurde eine Einfassungsmauer gebaut, da Zerstörungen von Gräbern vorgekommen waren.

## Zeit des Nationalsozialismus
Im Jahr 1924 warfen Mitglieder einer NSDAP-Jugendgruppe 30 Grabsteine um oder zerschlugen sie, andere Jugendliche beschmierten sie mit Nazisymbolen. Der Anstifter wurde zu 14 Wochen Gefängnis verurteilt.
1938 stürzten Unbekannte 25 Grabsteine um und zerschlugen die meisten anderen.
Im Jahr 1940 verwüsteten Angehörige der Hitlerjugend den Rest der Grabsteine und gegen Ende des Zweiten Weltkrieges wurde die Friedhofsmauer abgetragen und als Baumaterial verwendet.

## Heutiger Zustand
Nach 1945 wurde ein kleiner Teil der Grabsteine wieder aufgestellt und 1963 die Friedhofsmauer wieder aufgebaut. 1975 warfen Unbekannte fünfzehn der wenigen noch verbliebenen Grabsteine um.
Die heutige runde Anordnung ist auf die Neuaufstellung nach Schändungen des Friedhofs zurückzuführen. Nur wenige Grabsteine sind noch erhalten.